# 1977 en mathématiques
| Années des mathématiques : 1974 - 1975 - 1976 - 1977 - 1978 - 1979 - 1980    |
| Décennies des mathématiques : 1940 - 1950 - 1960 - 1970 - 1980 - 1990 - 2000 |

Cet article présente les faits marquants de l'année 1977 en mathématiques.

## Naissances
- 1er janvier : Ovidiu Savin, mathématicien roumain.
- 14 février : Anna Erschler, mathématicienne russe.
- 27 février : Ben Joseph Green, mathématicien britannique.
- 17 avril : László Székelyhidi, mathématicien hongrois.
- 4 mai : Alfred Galichon, ingénieur, économiste et mathématicien français.
- 5 mai : Maryam Mirzakhani (morte en 2017), mathématicienne indienne.
- 8 mai : Kathrin Bringmann, mathématicienne allemande.
- 7 juin : Romain Dujardin, mathématicien français.
- 8 juin : Mikołaj Bojańczyk, mathématicien, informaticien théoricien et logicien polonais.
- 25 juin : Emmanuel Breuillard, mathématicien français.
- 26 juillet : Johanna Nešlehová, statisticienne mathématique tchèque.
- 4 août : Valentin Blomer, mathématicien allemand.
- 27 août : Daniel Biss, mathématicien américain.
- 5 novembre : Francis Brown, mathématicien britannique.
- 14 novembre : Mathieu Lewin, mathématicien français.
- 25 novembre : Harald Helfgott, mathématicien péruvien.

- Vincent Beffara, mathématicien français.
- Kevin Costello, mathématicien irlandais.
- Aline Gouget, mathématicienne française.
- Patrice Hauret, mathématicien français.
- Sandrine Péché, mathématicienne française.

## Décès
- 6 janvier : Maria Chudnovsky, mathématicienne israélienne.
- 30 janvier : Harry Carver (né en 1890), mathématicien américain.
- 12 février : Ebenezer Cunningham (né en 1881), mathématicien et physicien théorique britannique.
- 16 février : Rózsa Péter (né en 1905), mathématicienne hongroise.
- 17 avril : Richard Brauer (né en 1901), mathématicien allemand et américain.
- 26 mai : Oliver Graham Sutton (né en 1903), mathématicien et météorologue britannique.
- 6 juin : Stefan Bergman (né en 1895), mathématicien polono-américain.
- 22 juin :
  - Marston Morse (né en 1892), mathématicien américain.
  - Gabriel Sudan (né en 1899), mathématicien roumain.
- 12 juillet : Gérard Cordonnier (né en 1907), mathématicien français.
- 22 juillet : Alice Roth (née en 1905), mathématicienne suisse.
- 26 juillet : Oskar Morgenstern (né en 1902), mathématicien et économiste américain d'origine autrichienne.
- 26 août : Robert Schatten (né en 1911), mathématicien américano-polonais.
- 6 septembre : John Edensor Littlewood (né en 1885), mathématicien anglais.
- 18 septembre : Paul Bernays (né en 1888), mathématicien suisse.
- 26 novembre : Ruth Moufang (née en 1905), mathématicienne allemande.
- 1er décembre : Kenneth O. May (né en 1915), mathématicien et historien des mathématiques américain.
- 2 décembre : Ilia Vekoua (né en 1907), mathématicien géorgien et soviétique.

- Nikolaï Piskounov (né en 1908), mathématicien soviétique.